# Rio São Domingos (vattendrag i Brasilien, Goiás, lat -13,48, long -46,76)
Rio São Domingos är ett vattendrag i Brasilien.   Det ligger i delstaten Goiás, i den östra delen av landet, 280 km norr om huvudstaden Brasília.
Omgivningen kring Rio São Domingos är huvudsakligen savann. Området är mycket glesbefolkat, med 2 invånare per kvadratkilometer.